# Arne Feick
Arne Feick (ur. 1 kwietnia 1988 w Berlinie) – niemiecki obrońca 1. FC Heidenheim. Jest dwudziestoczterokrotnym reprezentantem Niemiec w kadrach młodzieżowych.

## Kariera sportowa
Karierę zwodniczą Arne Feick rozpoczynał w niewielkim klubie SV Mühlenbeck 47. Trenował także w SC Oberhavel Velten, aż do 2002 roku, gdy czternastolatka wypatrzyli działacze większego klubu jakim jest Energie Cottbus. Arne przechodził przez kolejne szczeble struktur klubowych, aż w 2006 roku zadebiutował w 1. Bundeslidze. W pierwszej drużynie rozegrał jeszcze jeden mecz, nim odszedł do Erzgebirge Aue, którego stał się podstawowym graczem. Po sezonie spędzonym w Saksonii, przeszedł do Arminii Bielefeld. W sezonie 2010/2011 nie udało się mu pomóc klubowi w utrzymaniu w 2. Bundeslidze. Feick spisywał się jednak na tyle dobrze, że został zauważony przez TSV 1860 Monachium i podpisał z tym klubem kontrakt. Następnie grał również w Arminii Bielefeld i VfR Aalen, a od połowy 2015 roku jest zawodnikiem 1. FC Heidenheim
| Sezon     | Klub               | Kraj   | Rozgrywki             | Mecze | Bramki |
| --------- | ------------------ | ------ | --------------------- | ----- | ------ |
| 2006/2007 | Energie Cottbus    | Niemcy | Bundesliga            | 2     | 0      |
| 2007/2008 | Energie Cottbus    | Niemcy | Bundesliga            | 0     | 0      |
| 2008/2009 | Erzgebirge Aue     | Niemcy | 3. Liga               | 33    | 10     |
| 2009/2010 | Arminia Bielefeld  | Niemcy | 2. Fußball-Bundesliga | 27    | 1      |
| 2010/2011 | Arminia Bielefeld  | Niemcy | 2. Fußball-Bundesliga | 23    | 1      |
| 2011/2012 | TSV 1860 Monachium | Niemcy | 2. Fußball-Bundesliga | 20    | 0      |
| 2012/2013 | TSV 1860 Monachium | Niemcy | 2. Fußball-Bundesliga | 9     | 0      |
| 2013/2014 | Arminia Bielefeld  | Niemcy | 2. Fußball-Bundesliga | 24    | 0      |
| 2014/2015 | VfR Aalen          | Niemcy | 2. Fußball-Bundesliga | 30    | 1      |
| 2015/2016 | 1. FC Heidenheim   | Niemcy | 2. Fußball-Bundesliga | 33    | 3      |